# Aleksandar Vučić
Aleksandar Vučić o Александар Вучић (Belgrad, 5 de març de 1970) és un advocat i polític serbi. És l'actual president de Sèrbia. Fou el Primer ministre de Sèrbia des del 2014 fins al 2017. També és el líder i president del Partit Progressista Serbi (SNS). Anteriorment, Vučić ha servit com a Ministre d'informació entre 1998 i l'any 2000, com a Ministre de Defensa entre 2012 i 2013, i com a Primer Vicepresident entre 2012 i 2014. A més de parlar serbi, Vučić és fluid en anglès, francès i rus. És casat i té dos fills.

## Biografia
Vučić va néixer en el si d'una família d'economistes. Va créixer a Novi Beograd, i posteriorment va estudiar secundària al gymnasium de Zemun. Va graduar-se en dret a la Universitat de Belgrad. Amb 22 anys es va unir al Partit Radical Serbi, on el 1993 fou triat a la seva Assemblea Nacional, i en les eleccions parlamentàries del mateix any. Ben aviat es convertiria en una de les figures destacades del partit. Entre 1998 ocuparia el càrrec de ministre d'informació, sota el govern de Mirko Marjanović. El 2008, però, es va unir amb Tomislav Nikolić, allistant-se al flamant nou Partit Progressista Serbi (SNS), on quatre anys després, el 2012, fou triat líder. El 2012 i 2013 seria nomenat ministre de Defensa.

### Primer ministre
A les eleccions legislatives sèrbies de 2014 una coalició liderada pel Partit Progressista Serbi (SNS) va aconseguir 158 dels 250 escons, convertint Vučić en Primer ministre de Sèrbia.
El 17 de gener de 2016, Vučić va demanar unes eleccions anticipades al·legant que Sèrbia "necessita quatre anys més d'estabilitat perquè estigui a punt per unir-se a la Unió Europea". Les eleccions es van celebrar simultàniament amb les eleccions provincials a Vojvodina i les eleccions locals a nivell nacional. La coalició liderada pel SNS de Vučić va conservar la seva majoria, guanyant 131 dels 250 escons.

### President de Sèrbia
Guanyà les eleccions presidencials sèrbies de 2017 del 2 d'abril 2017 i el 31 de maig fou nomenat President de Sèrbia, i el 15 de juny de 2017, Vučić proposà la independent Ana Brnabić per assumir la presidència del govern, la primera dona i la primera persona obertament homosexual triada per exercir aquest càrrec a Sèrbia. El Partit Progressista Serbi (SNS) va guanyar les eleccions generals sèrbies de 2020 per majoria absoluta, boicotejades per l'oposició, i Brnabić va renovar com a primera ministra.
El SNS va guanyar les eleccions generals sèrbies de 2020 per majoria absoluta, boicotejades per l'oposició, i Brnabić va renovar com a primera ministra. Durant el 2021 i principis del 2022 es van celebrar protestes ecologistes al país, que van arribar al seu punt àlgid el novembre i el desembre del 2021, i el president Vučić va dissoldre el govern per convocar les eleccions generals sèrbies de 2022, que va guanyar de nou el seu partit, i el renovat Vučić va insinuar la possible creació d'un bloc polític o un moviment que actués com a SNS rebrandat però finalment va mantenir Brnabić com a primera ministra.
L'estiu de 2022 va esclatar la crisi de Kosovo del Nord. Vučić va anunciar la formació del Moviment Popular per l'Estat (MPE) el març de 2023. L'oposició, unida en la coalició de nou partits Serbia Contra la Violència (Srbija Protiv Nasilja, o SPN) va sol·licitar formalment al president Vučić en setembre de 2023 la convocatòria de noves eleccions després de manifestar-se durant mesos contra el govern pel tiroteig a l'escola primària Vladislav Ribnikar de Belgrad i el tiroteig de Mladenovac i Smederevo Mladenovac, i Vučić va dissoldre el govern, i es van celebrar eleccions legislatives sèrbies de 2023 el 17 de desembre, que foren guanyades de nou per la coalició liderada pel SNS, sent nomenat Miloš Vučević nou primer ministre de Sèrbia. i Brnabić fou nomenada presidenta de Assemblea Nacional de Sèrbia.
El 28 de gener de 2025, Vučević va dimitir després de les protestes massives pel col·lapse de la marquesina de l'estació de tren de Novi Sad i després de diversos incidents en què membres del Partit Progressista Serbi van atacar estudiants a Novi Sad, i Đuro Macut, un dels impulsors del MPE, fou nomenat primer ministre el 16 d'abril de 2025.